# كاش للتأمينات
Catégorie:Article utilisant une Infobox
شركة التأمين على المواد الهيدروكربونية ، التي تختصر "كاش" ، هي شركة جزائرية متخصصة في التأمين ضد الأضرار منذ إنشائها في عام 1996.

## تاريخ

### تأسيس
تأسست "كاش للتأمينات" في عام 1996 من قبل مجموعة Sonatrach وشركة التأمين وإعادة التأمين الجزائرية لصالح الأمر 95-07  المتعلق بالتأمين ، وبدأت عملياتها في عام 1999  ، في شكلها القانوني كشركة مشتركة الأسهم . هي اليوم أصغر شركة تأمين[أين؟] برأس مال عام 100٪.

### مساهمة
تتكون كاش للتأمينات من أربعة مساهمين 

### تقوم كاش للتأمينات بإنشاء شركة تابعة لها
أنشأت كاش للتأمينات في عام 2015 شركة تابعة لها  ، متخصصة في التأمين الشخصي ، وأطلق عليها اسم L'Algerian gulf insurance company Spa  ، بالاختصار Aglic ، بالشراكة مع المجموعة الكويتية للتأمين على الجولف والبنك الوطني الجزائري Bna .

## النشاط والأرقام الرئيسية

### نشاط
عندما تم إنشاؤه ، كان نشاط كاش يركز بشكل أساسي على إدارة المخاطر المتعلقة بالمواد الهيدروكربونية.
بعد فترة وجيزة ، بدأت الشركة في تقديم خدمات إدارة التأمين والدعم والمشورة للأفراد والمهنيين والشركات الذين يرغبون في ذلك. يبقى تخصصها اليوم  إدارة المخاطر الرئيسية  ، لا سيما تلك المتعلقة بقطاعي الطاقة والصناعة,.

### الشخصيات الرئيسية
كاش للتأمينات بالأرقام هي 
- 33300 عميل محلي ودولي
- 18.9 مليار دينار حجم التداول عام 2022
- 671 موظفًا
- 44 بروتوكولات وساطة
- +1 مكان في السوق الوطنية,[9][10]
- +12 مكان في الترتيب الأفريقي لعام 2020 [11]
- +23 مكان في الترتيب العربي [12]

## الحكم
تشكل الإدارة العامة رئيس تنفيذي وأربعة أقسام ولجنة تنفيذية ولجنة رقمية
خمس مديريات جهوية في شرق وغرب ووسط الجزائر
شبكة تجارية من 46 وكالة [ستتم مراجعة النمط]

## المذكرات و المراجع
1. ↑  "Ordonnance N° 95-17 relatives aux assurances et ses textes d'application" (PDF). uar.dz (بالفرنسية). Archived from the original (PDF) on 2023-02-06.
2. ↑  "Arrêté portant agrément de la compagnie d'assurances des hydrocarbures CASH" (PDF). uar.dz (بالفرنسية). Archived from the original (PDF) on 2023-02-06.
3. ↑  "Rapport annuel 2020" (PDF). cash-assurances.dz (بالفرنسية). Archived from the original (PDF) on 2023-02-06.
4. ↑  "CASH Assurances crée sa filiale". atlas-mag.net (بالفرنسية). Archived from the original on 2023-02-06.
5. ↑  "Partenaires AGLIC". lalgeriennevie.dz (بالفرنسية). Archived from the original on 2023-02-06.
6. ↑  "Entretien avec la PDG de CASH Assurances". Nov.2021 (بالفرنسية). 9-nov-2021. Archived from the original on 2021-11-23. {{استشهاد بدورية محكمة}}: تحقق من التاريخ في: |تاريخ= (help)
7. ↑  "Le rôle de du mode Project finance dans le développement de l'assurance engineering phase construction - cas CASH Assurances" (PDF). etudit.org (بالفرنسية). Archived from the original (pdf) on 2023-02-06.
8. ↑  "Rapport d'activité CASH Assurances 2020" (PDF). cash-assurances.dz (بالفرنسية). Archived from the original (PDF) on 2023-02-06.
9. ↑  "Classement des compagnies d'assurance en Algérie en 2019". atlas-mag.net (بالفرنسية). Archived from the original on 2023-02-06.
10. ↑  "Classement des compagnies d'assurance en Algérie en 2018". atlas-mag.net (بالفرنسية). Archived from the original on 2023-02-06.
11. ↑  "Classement des 100 premiers assureurs africains en 2020". jeuneafrique.com (بالفرنسية). Archived from the original on 2023-02-06.
12. ↑  588 Nov 2020.pdf "MENA insurance cos ranked by premium written year 2019" (PDF). albayanmagazine.com (بالإنجليزية). Archived from 588 Nov 2020.pdf the original (PDF) on 2023-02-06. {{استشهاد ويب}}: تحقق من قيمة |مسار أرشيف= (help) and تحقق من قيمة |مسار= (help)

## انظر كذلك

### مقالات ذات صلة
- قائمة مجموعات التأمين
- اقتصاد الجزائر
- قائمة الشركات الجزائرية